# Mount Horeb
Mount Horeb és una població dels Estats Units a l'estat de Wisconsin. Segons el cens del 2000 tenia 5.860 habitants.

## Demografia
Segons el cens del 2000, Mount Horeb tenia 5.860 habitants, 2.228 habitatges, i 1.544 famílies. La densitat de població era de 777,5 habitants per km².
Dels 2.228 habitatges en un 38,8% hi vivien nens de menys de 18 anys, en un 57,1% hi vivien parelles casades, en un 9,5% dones solteres, i en un 30,7% no eren unitats familiars. En el 24,3% dels habitatges hi vivien persones soles el 10,5% de les quals corresponia a persones de 65 anys o més que vivien soles. El nombre mitjà de persones vivint en cada habitatge era de 2,56 i el nombre mitjà de persones que vivien en cada família era de 3,07.
Per edats la població es repartia de la següent manera: un 28,8% tenia menys de 18 anys, un 6,8% entre 18 i 24, un 34% entre 25 i 44, un 17,4% de 45 a 60 i un 13% 65 anys o més.
L'edat mediana era de 34 anys. Per cada 100 dones de 18 o més anys hi havia 86,8 homes.
La renda mediana per habitatge era de 55.513 $ i la renda mediana per família de 63.234 $. Els homes tenien una renda mediana de 40.850 $ mentre que les dones 27.391 $. La renda per capita de la població era de 23.359 $. Aproximadament el 0,8% de les famílies i el 3,1% de la població estaven per davall del llindar de pobresa.

## Poblacions més properes
El següent diagrama mostra les poblacions més properes.